# مادیارسک
مادیارسک (به مجاری:  Magyarszék) یک منطقهٔ مسکونی در مجارستان است که در ناحیه کوملو واقع شده‌است.